# L'Herbe de fer
L'Herbe de fer (titre original : Ironweed) est un roman américain de William J. Kennedy publié aux États-Unis en 1983 et lauréat du National Book Critics Circle Award la même année et du Prix Pulitzer de la fiction en 1984. Traduit de l'américain par Marie-Claire Pasquier, il est publié en France en 1986 aux éditions Belfond.

## Accueil critique
Il figure à la 92e place dans la liste des cent meilleurs romans de langue anglaise du XXe siècle établie par la Modern Library en 1998.